# Plage du Salus
La plage du Salus (plus communément désignée sous son nom breton, Treac'h er Salus) est une plage de l'Île-d'Houat. Située au sud d'Houat, elle longe l'isthme qui relie la Pointe à l'île, en symétrie avec la plage du Gouret. Elle constitue l'un des principaux sites de mouillage.